# Islin
Islin (arab. عسلين) – nieistniejąca już arabska wieś, która była położona w Dystrykcie Jerozolimy w Mandacie Palestyny. Wieś została wyludniona i zniszczona podczas I wojny izraelsko-arabskiej, po ataku Sił Obronnych Izraela w dniu 18 lipca 1948.

## Położenie
Islin leżała w północno-zachodniej części wzgórz Judei. Według danych z 1945 do wsi należały ziemie o powierzchni 2 159 ha. We wsi mieszkało wówczas 260 osób.
| własność gruntów | powierzchnia gruntów (hektary) |
| ---------------- | ------------------------------ |
| Arabowie         | 2 157                          |
| Żydzi            | 0                              |
| publiczne        | 2                              |
| Razem            | 2 159                          |

| Rodzaj użytkowanych gruntów | Arabowie (hektary) | Żydzi (hektary) |
| --------------------------- | ------------------ | --------------- |
| uprawy oliwek               | 25                 | 0               |
| uprawy nawadniane           | 104                | 0               |
| uprawy zbóż                 | 830                | 0               |
| nieużytki                   | 1 205              | 0               |
| zabudowane                  | 20                 | 0               |

## Historia
W 1596 tutejsza wieś liczyła 14 muzułmańskich gospodarstw i 77 mieszkańców, którzy płacili podatki z upraw pszenicy, jęczmienia, oraz hodowli kóz i ulów.
W okresie panowania Brytyjczyków Islin była małą wsią.
Podczas wojny domowej w Mandacie Palestyny arabskie milicje działające ze wsi Islin atakowały żydowskie konwoje do Jerozolimy, paraliżując komunikację w tym rejonie. Gdy podczas I wojny izraelsko-arabskiej w pobliżu wioski wybudowano Drogę Birmańską, jej sąsiedztwo stwarzało poważne zagrożenie dla bezpieczeństwa żydowskich transportów. Z tego powodu podczas operacji Danny w dniu 18 lipca 1948 wieś zajęli izraelscy żołnierze. Wysiedlono wówczas mieszkańców, a następnie wyburzono większość domów.

## Miejsce obecnie
Na terenie wioski Islin utworzono w 1949 moszaw Eszta’ol.
Palestyński historyk Walid Chalidi, tak opisał pozostałości wioski Islin: „Na całym obszarze można zobaczyć częściowo zniszczone mury i kamienne tarasy. Wokół kamiennego gruzu rosną trawy, krzaki i gęsty las. Na północnym skraju terenu rosną drzewa oliwne i kilka drzew chleba świętojańskiego, na południu rosną eukaliptusy i jodły”.